# Laeta
Laeta est la deuxième impératrice consort de Gratien, empereur romain d'Occident.
La seule relation de Laeta mentionnée par Zosime était sa mère Pissamena.

## Biographie
Gratien a été d'abord marié à Flavia Maxima Constantia, qui est morte à seulement vingt et un ans. Le Chronicon Paschale  date l'arrivée des restes de Constantia à Constantinople au 31 août 383. Elle doit être morte plus tôt la même année, mais la date exacte et la cause de sa mort est inconnue. Comme Gratien a été assassiné le 25 août 383, Laeta l'a probablement épousé dans la courte période entre la mort de Constantia et sa mort.